# De Haagsche Zwaan
De Haagsche Zwaan is een kantoorgebouw aan de Schenkkade in Den Haag. Het pand dat ontworpen is door ZZDP Architecten werd ontwikkeld door OVG Projectontwikkeling. Hoofdhuurder van het 73,5 meter hoge pand is Deloitte.

## Ontwerp en bouw
Opmerkelijk aan het gebouw is de uitkragende gevel: deze 'hangt' namelijk 12 meter over de Utrechtsebaan heen. Op 13 april 2010 bereikte het gebouw zijn hoogste punt.
Tegen de bouw van het pand bestond protest vanuit de omliggende wijk Bezuidenhout: het gebouw zou de waarde van de in de buurt gelegen woningen doen dalen door onder andere toename van de verkeersdrukte en schaduwwerking door de hoogte van het pand.

## Trivia
In 2014 is een kunstinstallatie "Prima Ballerina" geïnstalleerd op de gevel van het gebouw.

## Externe link

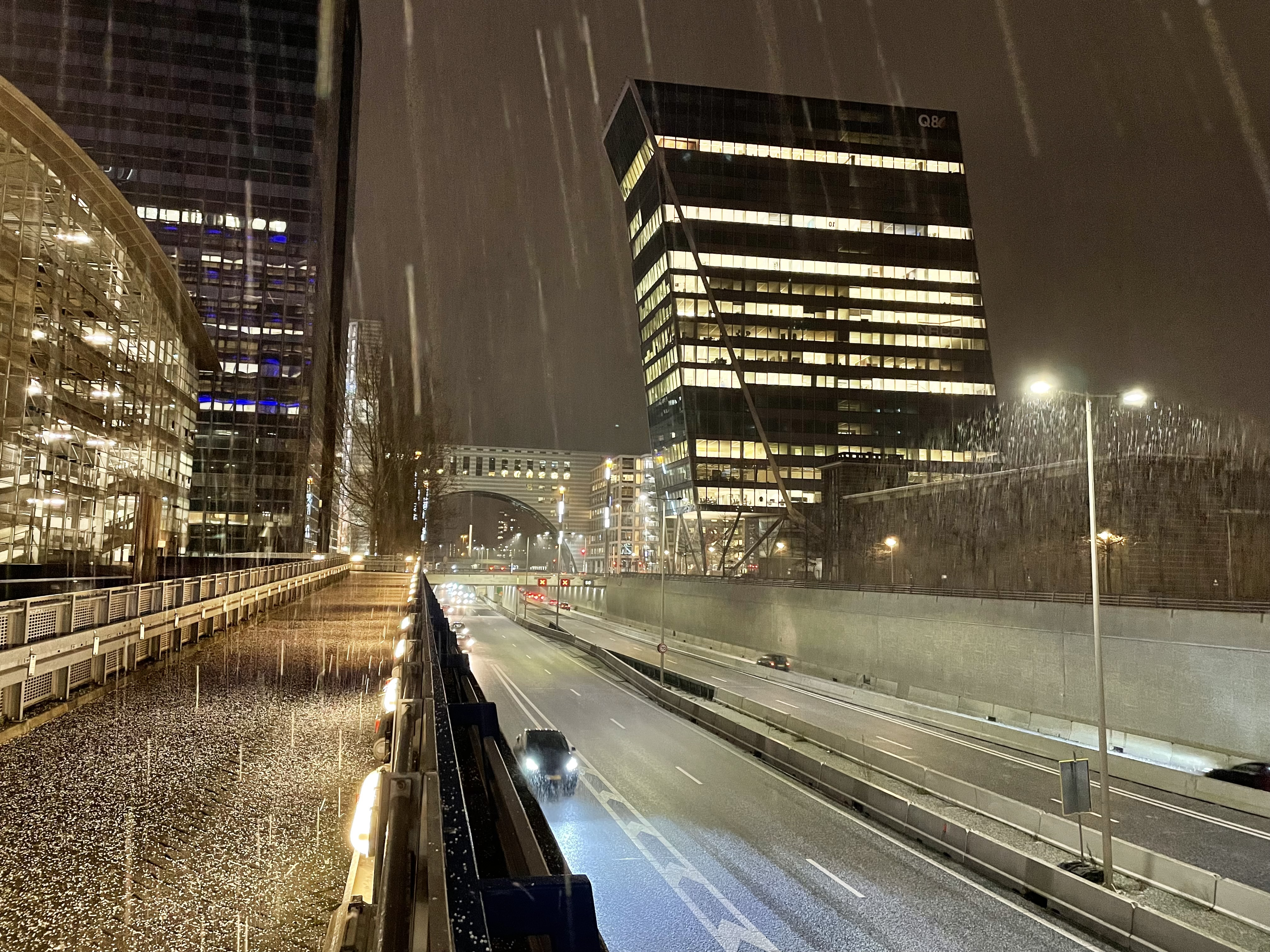
De Haagsche Zwaan hangt over de Utrechtsebaan, 's nachts tijdens een hagelbui